# Dolichos complanatus
Dolichos complanatus är en ärtväxtart som beskrevs av De Wild. Dolichos complanatus ingår i släktet Dolichos och familjen ärtväxter. Inga underarter finns listade i Catalogue of Life.